# Georgië op het Eurovisiesongfestival 2020
Georgië zou deelnemen aan het Eurovisiesongfestival 2020 in Rotterdam, Nederland. Het zou de 13de deelname van het land aan het Eurovisiesongfestival zijn. GPB was verantwoordelijk voor de Georgische bijdrage voor de editie van 2020.

## Selectieprocedure
De Georgische openbare omroep koos er net als het jaar voordien voor om de artiest te selecteren via de Georgische versie van Pop Idol. Op 31 december 2019 eindigde de talentenjacht met de overwinning van Tornike Kipiani. Vervolgens werd er intern gezocht naar een nummer waarmee hij Georgië zou mogen vertegenwoordigen in Rotterdam. De keuze viel uiteindelijk op Take me as I am. Het nummer werd op 3 maart 2020 gepresenteerd.

## In Rotterdam
Georgië zou aantreden in de tweede halve finale op donderdag 14 mei. Het Eurovisiesongfestival 2020 werd evenwel geannuleerd vanwege de COVID-19-pandemie.
2007 · 2008 · 2009 · 2010 · 2011 · 2012 · 2013 · 2014 · 2015 · 2016 · 2017 · 2018 · 2019 · 2020 · 2021 · 2022 · 2023 · 2024 · 2025
Albanië · Armenië · Australië · Azerbeidzjan · België · Bulgarije · Cyprus · Denemarken · Duitsland · Estland · Finland · Frankrijk · Georgië · Griekenland · Ierland · IJsland · Israël · Italië · Kroatië · Letland · Litouwen · Malta · Moldavië · Nederland · Noord-Macedonië · Noorwegen · Oekraïne · Oostenrijk · Polen · Portugal · Roemenië · Rusland · San Marino · Servië · Slovenië · Spanje · Tsjechië · Verenigd Koninkrijk · Wit-Rusland · Zweden · Zwitserland